# 柏孟塞和老薩瑟克 (英國國會選區)

選區在大倫敦的位置

柏孟塞和老薩瑟克（英語：Bermondsey and Old Southwark），英國國會一自治市選區，包括大倫敦南華克區的北部九個地方選區。
始設於2010年。原任北薩瑟克和柏孟塞選區議員的、自民黨的西門·休斯在2010年大選中以48.4%選票成功連任。